# María del Refugio Aguilar y Torres
Maria del Refugio Aguilar y Torres (San Miguel de Allende, 21 settembre 1866 – Città del Messico, 24 aprile 1937) fu una religiosa messicana, fondatrice della Congregazione delle Suore Mercedarie del Santissimo Sacramento. Eresse numerose scuole in tutto il mondo per educare cristianamente la gioventù. Papa Francesco la dichiarò venerabile il 26 luglio 2015.

## Biografia
María del Refugio Aguilar y Torres nacque a San Miguel de Allende il 21 settembre 1866 in una famiglia benestante. Nei primi anni di vita venne istruita da un precettore privato. Il 4 novembre 1886 sposò Ángel Cancino Arce, dal quale ebbe due figli. Rimasta vedova a soli 22 anni, ritornò presso la sua famiglia natale.
Dopo vari avvenimenti, decise di parlare col sacerdote francescano José Sánchez Primo per ricevere un aiuto spirituale. Egli, dopo aver conversato, le consigliò di entrare nel Terz'Ordine Francescano, di cui divenne in seguito maestra delle novizie. Col tempo la sua vocazione religiosa cambiò ed ella pensò di entrare nella Compagnia di Maria. Tuttavia, dopo aver conosciuto Guadalupe Hernández e María Olivares, insieme progettarono la fondazione di un nuovo istituto. Il 25 marzo 1910 diedero vita alla Congregazione delle Suore Mercedarie del Santissimo Sacramento; María del Refugio ne fu l'anima e la guida. La preoccupazione principale dei fondatori era l'educazione dei giovani in un contesto segnato dall'anticlericalismo.
Considerato il pericolo incombente della persecuzione messicana, la fondatrice pensò alla precoce espansione dell'istituto, che portò alla fondazione delle prime case fuori dal Messico, in Colombia, Spagna, Cile e Italia. Quando scoppiò la persecuzione, la stessa María del Refugio fece demolire la cappella del convento, purché l'Eucaristia non fosse profanata, e tutte le suore furono trasferite a Città del Messico. Proprio nella capitale del Messico María del Refugio morì il 24 aprile 1937, in fama di santità. I suoi contemporanei la chiamavano "l'angelo della società messicana". Le sue spoglie mortali si trovano nella cappella della curia generale delle Mercedarie del Santissimo Sacramento a Coyoacán . María del Refugio è stata dichiarata venerabile da papa Francesco il 26 luglio 2015.